# باتي (الكاميرون)
باتي هي بلدة وبلدية في مقاطعة هوتس بلاتو في غرب الكاميرون.